# Embajada de los Países Bajos en Berlín
La Embajada de los Países Bajos en Berlín (en neerlandés: Nederlandse ambassade te Berlijn, en alemán: Niederländische Botschaft in Deutschland) es la misión diplomática de los Países Bajos en Berlín, capital de Alemania. El edificio, diseñado por Rem Koolhaas de OMA, abrió en 2004.

## Historia
Tras la reunificación el Gobierno Alemán decidió trasladar la capital a Berlín ‘Mitte’ (Centro). Los Países Bajos, que vendieron la parcela de su antigua embajada tras la Guerra, eran libres de elegir una nueva ubicación y escogieron Roland Ufer en Mitte, el asentamiento más antiguo de Berlín, al lado del nuevo distrito gubernamental de su principal socio comercial.
La Reina Beatriz abrió la Embajada el 2 de marzo de 2004 junto con los Ministros de Asuntos Exteriores de los Países Bajos (Ben Bot) y Alemania (Joschka Fischer).

## Concepto
Se necesitaba un edificio que cumpliera los requisitos de seguridad de una embajada con la apertura holandesa. El urbanismo tradicional del antiguo Berlín Occidental exigía que el nuevo edificio completara la manzana a la manera del siglo XIX, mientras que los funcionarios de urbanismo del antiguo Berlín Oriental tenían la mente abierta hacia la propuesta de OMA de un cubo sobre un podio que completara la manzana. Finalmente la oficina realizó el edificio en una combinación de obediencia (llenar el perímetro de la manzana) y desobediencia (construir un cubo solitario).
Debido a que los diplomáticos usaban el pasillo de la antigua embajada para muchas reuniones informales, OMA diseñó un edificio con un enorme pasillo: una trayectoria continua que alcanza las ocho plantas de la embajada da forma a la comunicación interior del edificio. Los espacios de trabajo son las ‘zonas restantes’ después de que se ‘tallara’ la trayectoria de este pasillo en el cubo y están situadas en la fachada. Los espacios de recepción están dentro del cubo. Otros espacios semipúblicos están situados más cerca de la fachada y en un momento sobresalen en voladizo. La trayectoria conduce desde la entrada hasta la terraza en la azotea, pasando por la biblioteca, salas de reuniones, gimnasio y restaurante. Esta trayectoria aprovecha la relación con el contexto, el río Spree, la torre de telecomunicaciones de Berlín, el parque y pared de las residencias de la embajada; una parte es una ‘diagonal vacía’ a través del edificio que permite ver la Torre de Televisión desde el parque. 
La trayectoria (ligeramente sobre-presurizada) funciona como un conducto de aire principal por la cual el aire fresco se filtra a las oficinas mediante la doble fachada. Este concepto de ventilación es parte de una estrategia para integrar varias funciones en un mismo elemento.

## Premios
El diseño de Koolhaas ganó el Architekturpreis Berlin en 2003 y el Premio de Arquitectura Contemporánea Mies van der Rohe en 2005.